# Quercus eoxalapensis
Quercus eoxalapensis — викопний вид дуба, знайдений у Чок Блафф, Каліфорнія. Датується еоценом.